# Митрофанівка (Кропивницький район)
Митрофа́нівка — село в Україні, у Новгородківській селищній громаді Кропивницького району Кіровоградської області. Населення становить Вікторія осіб. Колишній центр Митрофанівської сільської ради.

## Історія
Станом на 1886 рік у селі Новопразької волості Олександрійського повіту Херсонської губернії, мешкало 2302 осіб, налічувалось 407 дворових господарств, існували православна церква, молитовний будинок та школа.

## Населення
Згідно з переписом УРСР 1989 року чисельність наявного населення села становила 1134 особи, з яких 496 чоловіків та 638 жінок.
За переписом населення України 2001 року в селі мешкало 985 осіб.

### Мова
Розподіл населення за рідною мовою за даними перепису 2001 року:
| Мова       | Відсоток |
| ---------- | -------- |
| українська | 97,16 %  |
| російська  | 1,52 %   |
| білоруська | 0,61 %   |
| вірменська | 0,51 %   |
| молдовська | 0,20 %   |

## Відомі люди
В поселенні народились:
- о. Григорій Гаврилович Селецький (*25.01.1885-†1971) — закінчив Одеську Духовну семінарію, університет м. Цюрих (1911), з 1921 р. священник, 1922—1926 настоятель Покровської церкви Єлисаветграда. Декілька раз арештовувався ЧК. 1927—1928 — управляючий Зінов'євською єпископією.
- Георгій Продайвода (1937) — доктор фізико-математичних наук (1991), професор (1993), академік АН ВШ України.
- Пронін Сергій Валерійович (1994) — солдат Збройних сил України, важко поранений під час російсько-української війни, нагороджений орденом «За мужність» III ступеня.
- Остап Балаескул (1894—1927 ?) — український військовий, сотник Армії УНР.

Похований Рогожкін Вадим Олексійович (1988—2014) — старший солдат Збройних сил України, учасник російсько-української війни.